# El Zangarro
El Zangarro är en ort i Mexiko.   Den ligger i kommunen Madero och delstaten Michoacán de Ocampo, i den södra delen av landet, 220 km väster om huvudstaden Mexico City. El Zangarro ligger 1 720 meter över havet och antalet invånare är 153.
Terrängen runt El Zangarro är huvudsakligen kuperad, men åt sydost är den bergig. Terrängen runt El Zangarro sluttar österut. Runt El Zangarro är det glesbefolkat, med 16 invånare per kvadratkilometer. Närmaste större samhälle är Villa Madero, 6,3 km väster om El Zangarro. I omgivningarna runt El Zangarro växer huvudsakligen savannskog.